# Алекс Кім
Алекс Кім (англ. Alex Kim; нар. 20 грудня 1978) — колишній американський тенісист.
Найвищу одиночну позицію світового рейтингу — 106 місце досяг 10 червня 2002, парну — 264 місце — 20 жовтня 2003 року.
Здобув 3 одиночні та 1 парний титул.
Найвищим досягненням на турнірах Великого шолома було 3 коло в одиночному розряді.

## Фінали ATP Челленджер і ITF Ф'ючерс

### Одиночний розряд: 9 (4–5)
| Легенда              |
| -------------------- |
| ATP Челленджер (3–3) |
| ITF Ф'ючерс (1–2)    |

| Фінали за покриттям |
| ------------------- |
| Тверде (3–3)        |
| Ґрунт (1–2)         |
| Трава (0–0)         |
| Килим (0–0)         |

| Результат | В-П | Дата     | Турнір                | Рівень     | Покриття | Суперник       | Рахунок            |
| --------- | --- | -------- | --------------------- | ---------- | -------- | -------------- | ------------------ |
| Перемога  | 1–0 | Чер 2000 | США F15, Берклі       | Ф'ючерс    | Тверде   | Скотт Баррон   | 6–3, 7–5           |
| Поразка   | 1–1 | Гру 2000 | США F29, Лагуна-Нігел | Ф'ючерс    | Тверде   | Джастін Бовер  | 5–7, 0–6           |
| Поразка   | 1–2 | Чер 2001 | США F15, Саннівейл    | Ф'ючерс    | Тверде   | Роббі Джінепрі | 4–6, 3–6           |
| Перемога  | 2–2 | Жов 2001 | Керрвілл, США         | Челленджер | Тверде   | Марді Фіш      | 6–3, 3–6, 6–4      |
| Перемога  | 3–2 | Тра 2002 | Бірмінгем, США        | Челленджер | Ґрунт    | Сесіл Маміїт   | 7–6(11–9), 6–2     |
| Поразка   | 3–3 | Тра 2002 | Рокі-Маунт, США       | Челленджер | Ґрунт    | Роббі Джінепрі | 3–6, 4–6           |
| Поразка   | 3–4 | Тра 2003 | Бірмінгем, США        | Челленджер | Ґрунт    | Оскар Ернандес | 2–6, 1–6           |
| Поразка   | 3–5 | Чер 2003 | Таллахассі, США       | Челленджер | Тверде   | Пол Голдстейн  | 6–2, 2–6, 0–4 ret. |
| Перемога  | 4–5 | Жов 2003 | Фресно, США           | Челленджер | Тверде   | Джефф Моррісон | 7–5, 7–6(8–6)      |

### Парний розряд: 3 (2–1)
| Легенда              |
| -------------------- |
| ATP Челленджер (1–1) |
| ITF Ф'ючерс (1–0)    |

| Фінали за покриттям |
| ------------------- |
| Тверде (2–1)        |
| Ґрунт (0–0)         |
| Трава (0–0)         |
| Килим (0–0)         |

| Результат | В-П | Дата     | Турнір               | Рівень     | Покриття | Партнер              | Суперники                             | Рахунок            |
| --------- | --- | -------- | -------------------- | ---------- | -------- | -------------------- | ------------------------------------- | ------------------ |
| Перемога  | 1–0 | Чер 2000 | США F15, Берклі      | Ф'ючерс    | Тверде   | Джефф Абрамс         | Фазалуддін Сієд Чжу Беньцян           | 6–2, 7–5           |
| Поразка   | 1–1 | Січ 2000 | Вайколоа, США        | Челленджер | Тверде   | Левар Гарпер-Гріффіт | Дієґо Аяла Роберт Кендрік             | 6–4, 6–7(2–7), 2–6 |
| Перемога  | 2–1 | Вер 2003 | Сеул, Південна Корея | Челленджер | Тверде   | Лі Хьон Тхек         | Олександр Богомолов Джефф Салзенстейн | 1–6, 6–1, 6–4      |

## Часовий графік результатів
| W | Ф | ПФ | ЧФ | #Р | КТ | К# | DNQ | A | NH |

### Одиночний розряд
| Турніри Великого шлему                 |     |     |     |     |     |       |     |     |
| Відкритий чемпіонат Австралії з тенісу |     |     | 3р  | 1р  | К1р | 0 / 2 | 2–2 | 50% |
| Відкритий чемпіонат Франції з тенісу   |     |     | К2р | 1р  | К2р | 0 / 1 | 0–1 | 0%  |
| Вімблдонський турнір                   |     |     |     | К1р |     | 0 / 0 | 0–0 | –   |
| Відкритий чемпіонат США з тенісу       | 1р  | К1р | 1р  | 1р  |     | 0 / 3 | 0–3 | 0%  |
| В-П                                    | 0–1 | 0–0 | 2–2 | 0–3 | 0–0 | 0 / 6 | 2–6 | 25% |
| Тур ATP Мастерс 1000                   |     |     |     |     |     |       |     |     |
| Індіан-Веллс                           |     |     |     |     | К2р | 0 / 0 | 0–0 | –   |
| Відкритий чемпіонат Маямі з тенісу     |     |     | К1р | К2р | К1р | 0 / 0 | 0–0 | –   |
| Мастерс Канада                         |     |     | 1р  |     |     | 0 / 1 | 0–1 | 0%  |
| Мастерс Цинциннаті                     | К1р |     | К1р |     |     | 0 / 0 | 0–0 | –   |
| В-П                                    | 0–0 | 0–0 | 0–1 | 0–0 | 0–0 | 0 / 1 | 0–1 | 0%  |